# Gymnopleurus mopsus
Gymnopleurus mopsus är en skalbaggsart som beskrevs av Peter Simon Pallas 1781. Gymnopleurus mopsus ingår i släktet Gymnopleurus och familjen bladhorningar. Utöver nominatformen finns också underarten G. m. sinensis.

## Bildgalleri

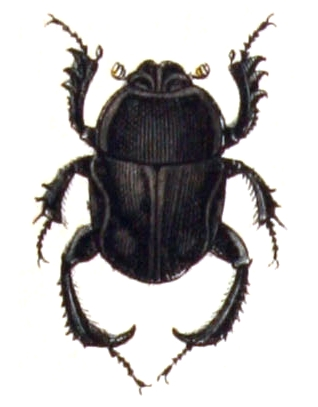